# Decathlon Schweiz
Die Decathlon Sports Switzerland AG ist ein Schweizer Unternehmen im Sportartikel-Einzelhandel. Es ist ein Joint Venture zwischen der Maus Frères Holding aus Genf und dem französischen Unternehmen Decathlon. Das Unternehmen ging aus der 1995 von Maus Frères gegründeten Athleticum Sportmarkets AG hervor. In der Schweiz werden 40 Filialen betrieben.

Im Frühling 2018 wurde in einer Genfer Athleticum-Filiale eine Verkaufsstelle von Decathlon eröffnet. Die Partnerschaft sah weiter vor, dass in Zukunft alle Athleticum-Filialen in Decathlon umgetauft werden. Dadurch dürften die beiden Schweizer Branchenführer Ochsner Sport und SportX stärker unter Druck geraten. Die Umfirmierung werde noch bis Ende 2019 andauern. Der Hauptsitz des Unternehmens wurde von Hochdorf LU nach Vernier im Kanton Genf verlegt.
Im Jahr 2021 begann ein Test, um Decathlon-Artikel über Manor-Filialen zu vertreiben.